# Galabarnika-barlang
A Galabarnika-barlang (bolgárul: Гълъбарника) Bulgáriában található, Kunino faluban, a Balkán-hegység északi elővonulatai között. Bejárata egy fennsíkon nyílik, a Szamuilica-barlangoktól (ezek régészeti lelőhelyek) 200 méterre keletre. 
A Galabarnika-barlang 159 méter hosszú és 29 méter mély. A bejárati csarnok 25 méter átmérőjű, 8 méter magas, kupola alakú. A barlang bejárata a kupola beomlása révén jött létre, ezen a lyukon keresztül lehet leereszkedni a bejárati csarnok járószintjére. A barlangot az 1960-as években térképezték fel. Akkor még egyszerű volt a lejutás, mivel egy törmelékkúpon viszonylag könnyedén le lehetett mászni.
A bolgár szakemberek heves tiltakozása ellenére 1971-ben közvetlenül a barlang mellett nyitottak egy kőbányát, az itteni robbantásos kőfejtés hatalmas pusztítást vitt végbe a barlang képződményei között, ez a törmelékkúp összeroskadt, és ma már csak alpintechnikával lehet bejutni a barlangba. Ebből a teremből kürtősoron keresztül lehet továbbjutni. A barlangi patak szintjét elérve megjelennek a cseppkőképződmények. A patak egy tavacskába torkollik, ez egyúttal egy eddig fel nem tárt szifont is jelent. A tó környezetében látványos cseppkőoszlopok vannak. A barlang nevezetességei az óriási barlangi gyöngyök, ezek úgy jöttek létre, hogy kisemlősök koponyáira rakódott rá a kalcium-karbonát.
A legenda szerint a barlang egykor egy Valo nevű hajdú búvóhelye volt.
Itt próbálták ki Bulgáriában a légimentés módszerét egy bemutató alkalmával.

## Fordítás
- Ez a szócikk részben vagy egészben  a(z)   Гълъбарника (Кунино) című bolgár Wikipédia-szócikk fordításán alapul.  Az eredeti cikk szerkesztőit annak laptörténete sorolja fel. Ez a jelzés csupán a megfogalmazás eredetét és a szerzői jogokat jelzi, nem szolgál a cikkben szereplő információk forrásmegjelöléseként.